# Mistrovství světa v atletice 1983

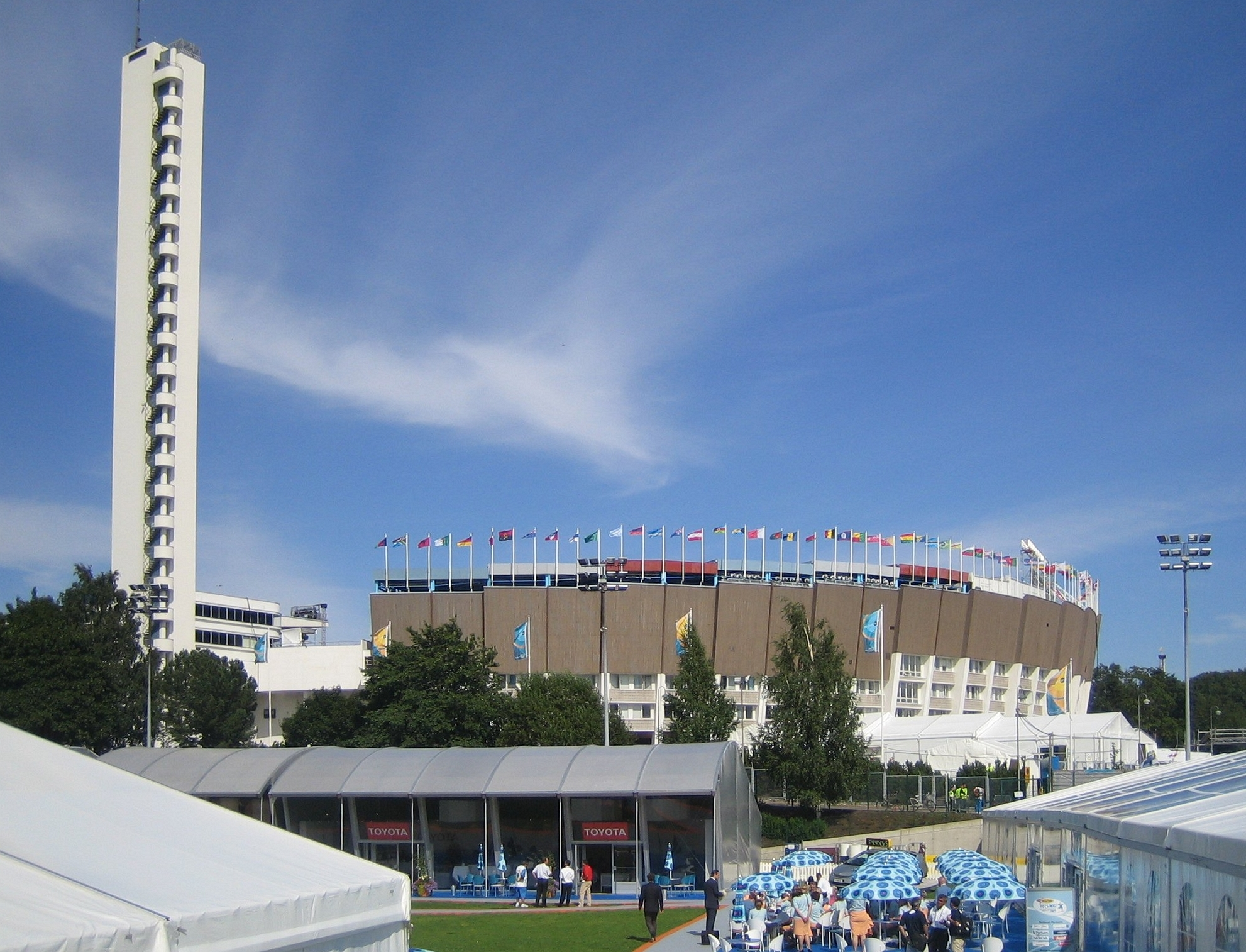
Olympijský stadion v Helsinkách

1. mistrovství světa v atletice se konalo ve dnech 7. – 14. srpna 1983 na olympijském stadionu ve finských Helsinkách. Na tomto stadionu se později uskutečnil světový šampionát také v roce 2005. V roce 2012 se na stadionu uskutečnil XXI. ročník mistrovství Evropy v atletice. Evropský šampionát se zde konal již v roce 1971 a 1994.
Na programu bylo dohromady 41 disciplín (24 mužských a 17 ženských). Zatímco program mužů na následujících ročnících neprodělal žádné změny, u žen byly postupně přidávány disciplíny. Na prvním ročníku se nekonala ženská tyčka, trojskok, kladivo, běh na 3000 metrů překážek, chůze na 10 km (později nahrazena chůzí na 20 km) a běh na 10 000 metrů. V roce 1995 byl poté nahrazen běh na 3000 metrů, během na 5000 metrů.

## Medailisté

### Muži
| Soutěž            | Zlato                                                                                  | Stříbro                                                                           | Bronz                                                                                 |
| ----------------- | -------------------------------------------------------------------------------------- | --------------------------------------------------------------------------------- | ------------------------------------------------------------------------------------- |
| 100 m             | Carl Lewis 10,07                                                                       | Calvin Smith 10,21                                                                | Emmit King 10,24                                                                      |
| 200 m             | Calvin Smith 20,14                                                                     | Elliott Quow 20,41                                                                | Pietro Mennea 20,51                                                                   |
| 400 m             | Bert Cameron 45,05                                                                     | Michael Franks 45,22                                                              | Sunder Nix 45,24                                                                      |
| 800 m             | Willi Wülbeck 1:43,65                                                                  | Rob Druppers 1:44,20                                                              | Joaquim Cruz 1:44,27                                                                  |
| 1500 m            | Steve Cram 3:41,59                                                                     | Steve Scott 3:41,87                                                               | Saïd Aouita 3:42,02                                                                   |
| 5000 m            | Eamonn Coghlan 13:28,53                                                                | Werner Schildhauer 13:30,20                                                       | Martti Vainio 13:30,34                                                                |
| 10 000 m          | Alberto Cova 28:01,04                                                                  | Werner Schildhauer 28:01,18                                                       | Hansjörg Kunze 28:01,26                                                               |
| Maraton           | Robert de Castella 2.10:03                                                             | Kebede Balcha 2.10:27                                                             | Waldemar Cierpinski 2.10:37                                                           |
| 110 m př.         | Greg Foster 13,42                                                                      | Arto Bryggare 13,46                                                               | Willie Gault 13,48                                                                    |
| 400 m př.         | Edwin Moses 47,50                                                                      | Harald Schmid 48,61                                                               | Alexandr Charlov 49,03                                                                |
| 3000 m př.        | Patriz Ilg 8:15,06                                                                     | Bogusław Mamiński 8:17,03                                                         | Colin Reitz 8:17,75                                                                   |
| Štafeta 4 × 100 m | USA 37,86 Emmit King Willie Gault Calvin Smith Carl Lewis                              | Itálie 38,37 Stefano Tilli Carlo Simionato Pierfrancesco Pavoni Pietro Mennea     | Sovětský svaz 38,41 Andrej Prokofjev Nikolaj Sidorov Vladimir Muravjov Viktor Bryzgin |
| Štafeta 4 × 400 m | Sovětský svaz 3:00,79 Sergej Lovačov Alexandr Troščilo Nikolaj Černěckij Viktor Markin | Západní Německo 3:01,83 Erwin Skamrahl Jörg Vaihinger Harald Schmid Hartmut Weber | Spojené království 3:03,53 Ainsley Bennett Garry Cook Todd Bennett Phil Brown         |
| Chůze na 20 km    | Ernesto Canto 1.20:49                                                                  | Jozef Pribilinec 1.20:59                                                          | Jevgenij Jevsjukov 1.21:08                                                            |
| Chůze na 50 km    | Ronald Weigel 3.43:08                                                                  | José Marín 3.43:42                                                                | Sergej Jung 3.49:03                                                                   |
| Skok do výšky     | Gennadij Avdějenko 2,32 m                                                              | Tyke Peacock 2,32 m                                                               | Ču Ťien-chua 2,29 m                                                                   |
| Skok o tyči       | Sergej Bubka 5,70 m                                                                    | Konstantin Volkov 5,60 m                                                          | Atanas Tarev 5,60 m                                                                   |
| Skok daleký       | Carl Lewis 8,55 m                                                                      | Jason Grimes 8,29 m                                                               | Mike Conley 8,12 m                                                                    |
| Trojskok          | Zdzisław Hoffmann 17,42 m                                                              | Willie Banks 17,18 m                                                              | Ajayi Agbebaku 17,18 m                                                                |
| Vrh koulí         | Edward Sarul 21,39 m                                                                   | Ulf Timmermann 21,16 m                                                            | Remigius Machura 20,98 m                                                              |
| Hod diskem        | Imrich Bugár 67,72 m                                                                   | Luis Delís 67,36 m                                                                | Gejza Valent 66,08 m                                                                  |
| Hod kladivem      | Sergej Litvinov 82,68 m                                                                | Jurij Sedych 80,94 m                                                              | Zdzisław Kwaśny 79,42 m                                                               |
| Hod oštěpem       | Detlef Michel 89,48 m                                                                  | Tom Petranoff 85,60 m                                                             | Dainis Kula 85,58 m                                                                   |
| Desetiboj         | Daley Thompson 8 666 bodů                                                              | Jürgen Hingsen 8 561 bodů                                                         | Siegfried Wentz 8 478 bodů                                                            |

### Ženy
| Soutěž            | Zlato                                                                           | Stříbro                                                                                               | Bronz                                                                                         |
| ----------------- | ------------------------------------------------------------------------------- | --- | --------------------------------------------------------------------------------------------- |
| 100 m             | Marlies Göhrová 10,97                                                           | Marita Kochová 11,02                                                                                  | Diane Williamsová 11,06                                                                       |
| 200 m             | Marita Kochová 22,13                                                            | Merlene Otteyová 22,19                                                                                | Kathy Smallwoodová 22,37                                                                      |
| 400 m             | Jarmila Kratochvílová 47,99                                                     | Taťána Kocembová 48,59                                                                                | Maria Piniginová 49,19                                                                        |
| 800 m             | Jarmila Kratochvílová 1:54,68                                                   | Ljubov Gurinová 1:56,11                                                                               | Jekatěrina Podkopajevová 1:57,58                                                              |
| 1500 m            | Mary Deckerová 4:00,90                                                          | Zamira Zajcevová 4:01,19                                                                              | Jekatěrina Podkopajevová 4:02,25                                                              |
| 3000 m            | Mary Deckerová 8:34,62                                                          | Brigitte Krausová 8:35,11                                                                             | Taťjana Kazankinová 8:35,13                                                                   |
| Maraton           | Grete Waitzová 2:28:09                                                          | Marianne Dickersonová 2:31:09                                                                         | Raisa Smechnovová 2:31:13                                                                     |
| 100 m př.         | Bettine Jahnová 12,35                                                           | Kerstin Knabeová 12,42                                                                                | Ginka Zagorčevová 12,62                                                                       |
| 400 m př.         | Jekatěrina Fesenková 54,14                                                      | Ana Ambrazienė 54,15                                                                                  | Ellen Fiedlerová 54,55                                                                        |
| Štafeta 4 × 100 m | NDR 41,76 Silke Möllerová Marita Kochová Ingrid Auerswaldová Marlies Göhrová    | Spojené království 42,71 Joan Baptisteová Kathy Smallwoodová Beverley Callenderová Shirley Thomasová  | Jamajka 42,73 Leleith Hodgesová Jacqueline Puseyová Juliet Cuthbertová Merlene Otteyová       |
| Štafeta 4 × 400 m | NDR 3:19,73 Gesine Waltherová Sabine Buschová Marita Kochová Dagmar Neubauerová | Československo 3:20,32 Taťána Kocembová Milena Matějkovičová Zuzana Moravčíková Jarmila Kratochvílová | Sovětský svaz 3:21,16 Jelena Korbanová Marina Charlamovová Irina Baskakovová Maria Piniginová |
| Skok do výšky     | Tamara Bykovová 2,01 m                                                          | Ulrike Meyfarthová 1,99 m                                                                             | Louise Ritterová 1,95 m                                                                       |
| Skok daleký       | Heike Drechslerová 7,27 m                                                       | Anişoara Cuşmirová 7,15 m                                                                             | Carol Lewisová 7,04 m                                                                         |
| Vrh koulí         | Helena Fibingerová 21,05 m                                                      | Helma Knorscheidtová 20,70 m                                                                          | Ilona Slupianeková 20,56 m                                                                    |
| Hod diskem        | Martina Opitzová 68,94 m                                                        | Galina Murašovová 67,44 m                                                                             | Maria Petkovová 66,44 m                                                                       |
| Hod oštěpem       | Tiina Lillaková 70,82 m                                                         | Fatima Whitbreadová 69,14 m                                                                           | Anna Verouliová 65,72 m                                                                       |
| Sedmiboj          | Ramona Neubertová 6 714 bodů                                                    | Sabine Johnová 6 662 bodů                                                                             | Anke Behmerová 6 532 bodů                                                                     |

## Medailové pořadí
| Umístění | Stát                             | Zlato | Stříbro | Bronz | Celkem |
| -------- | -------------------------------- | ----- | ------- | ----- | ------ |
| 1.       | NDR                              | 10    | 7       | 5     | 22     |
| 2.       | USA                              | 8     | 9       | 7     | 24     |
| 3.       | Sovětský svaz                    | 6     | 6       | 11    | 23     |
| 4.       | Československo                   | 4     | 3       | 2     | 9      |
| 5.       | Západní Německo                  | 2     | 5       | 1     | 8      |
| 6.       | Spojené království               | 2     | 2       | 3     | 7      |
| 7.       | Polsko                           | 2     | 1       | 1     | 4      |
| 8.       | Finsko                           | 1     | 1       | 1     | 3      |
| 8.       | Itálie                           | 1     | 1       | 1     | 3      |
| 8.       | Jamajka                          | 1     | 1       | 1     | 3      |
| 11.      | Austrálie                        | 1     | 0       | 0     | 1      |
| 11.      | Irsko                            | 1     | 0       | 0     | 1      |
| 11.      | Mexiko                           | 1     | 0       | 0     | 1      |
| 11.      | Norsko                           | 1     | 0       | 0     | 1      |
| 15.      | Etiopie                          | 0     | 1       | 0     | 1      |
| 15.      | Kuba                             | 0     | 1       | 0     | 1      |
| 15.      | Nizozemsko                       | 0     | 1       | 0     | 1      |
| 15.      | Rumunská socialistická republika | 0     | 1       | 0     | 1      |
| 15.      | Španělsko                        | 0     | 1       | 0     | 1      |
| 20.      | Bulharská lidová republika       | 0     | 0       | 3     | 3      |
| 21.      | Brazílie                         | 0     | 0       | 1     | 1      |
| 21.      | Čína                             | 0     | 0       | 1     | 1      |
| 21.      | Maroko                           | 0     | 0       | 1     | 1      |
| 21.      | Nigérie                          | 0     | 0       | 1     | 1      |
| 21.      | Řecko                            | 0     | 0       | 1     | 1      |